# 伊澤麻璃也
伊澤 麻璃也（いざわ まりや、1988年3月2日 - ）は、日本の女優、歌手、モデル、元子役。神奈川県出身。身長156cm。血液型はA型。クィーンズアベニューアルファに所属していた。音楽ユニット「KING」と「I.K.B」のメンバー。2000年夏のミュージカル『美少女戦士セーラームーン』で共演した伊澤有梨須は妹。

## 出演作品

### 映画
- サトラレ TRIBUTE to a SAD GENIUS（2001年）

### テレビドラマ
- 神様のいたずら（2000年） - 美奈 役
  - 第4話「涙のボロ雑巾」
  - 第5話「ダメ親父の恋と娘の初恋」
  - 第11話（最終回）「さようなら、お父さん」
- R-17（2001年）
- 柳生十兵衛七番勝負 第1話（2005年） - おかよ 役
- 翼の折れた天使たち 第三夜「アクトレス」（2006年）

### バラエティ
- TOKYO STYLE 4U（2004年 - 2005年）
- BLOOM（2005年）
- X-music

### ビデオ
- デコトラ外伝〜男人生夢一路〜（2000年）
- ウルトラマンネオス 第2話「謎のダークマター」（2000年） - 少女（ウルトラセブン21） 役

### 舞台
- 美少女戦士セーラームーン（2000年） - 水野亜美 / セーラーマーキュリー 役

### CM
- ホンダモーターサイクルジャパン（2006年）

### 雑誌
- WOOFIN' girl
- Cawaii!
- 小学五年生
- 小学六年生
- DANCE STYLE
- ナルミヤ・インターナショナル秋・冬カタログ
- ピチレモン
- Fine
- 別冊セブンティーン
- BOMB
- ヤングチャンピオン

### その他
- ウルトラマンティガ〜光の子供たちへ〜（ルリ）